# 阿罗多 (鲜卑)
阿罗多，西晋初期鲜卑人首领。
晋武帝咸宁二年（276年）七月，鲜卑阿罗多等进犯晋朝边地，西域戊己校尉（驻军今新疆吐鲁番市高昌故城）马循率军讨伐，斩杀鲜卑人首级四千余，生擒九千余人，于是阿罗多降晋。